# Neuensalz
Neuensalz es un municipio situado en el distrito de Vogtland, en el estado federado de Sajonia (Alemania), a una altitud de 420 metros. Su población a finales de 2016 era de unos 2100 habitantes y su densidad poblacional, 64 hab/km².
Se encuentra a poca distancia de la frontera con el estado de Turingia.